# Aureli Arcadi Carisi
Aureli Arcadi Carisi (en llatí Aurelius Arcadius Charisius) va ser un jurista romà que va néixer després d'Herenni Modestí, actiu al segle iii, al qual Carisi cita amb grans elogis, i abans que Hermogenià, del segle iv, considerat el darrer jurista del període clàssic de la jurisprudència romana.
Al Digest Aureli Arcadi Carisi és mencionat diverses vegades, i es citen tres obres seves: el Liber singularis de Testibus, del que hi ha quatre extractes, el Liber singularis de Muneribus civilibus, amb un extracte, i també un extracte del Liber singularis de Officio Praefecti praetorio. A l'inici d'aquest darrer extracte es diu que era magister libellorium. Tant el tema com el llenguatge dels extractes indiquen ja la decadència de la jurisprudència romana. Potser és obra del compilador, però significativament la llengua ja està plena de barbarismes.